# Olympiakos Syndesmos Filathlōn Peiraiōs 1996-1997 (pallacanestro maschile)
Questa voce raccoglie le informazioni riguardanti l'Olympiakos B.C. nelle competizioni ufficiali della stagione 1996-1997.

## Stagione
La stagione 1996-1997 dell'Olympiakos è la 42ª nel massimo campionato greco di pallacanestro, l'A1 Ethniki.

## Roster
Aggiornato al 6 dicembre 2021.
| Olympiakos 1996-97 | Olympiakos 1996-97 |
| Giocatori          | Staff tecnico      |
| ------------------ | ------------------ |

| N. | Naz.                                      | Ruolo | Nome                  | Anno | Alt.   | Peso   |  |
| -- | ----------------------------------------- | ----- | --------------------- | ---- | ------ | ------ |  |
| 4  | Grecia (bandiera)                         | G     | Euthymīs Mpakatsias   | 1968 | 195 cm | 91 kg  |  |
| 5  | Grecia (bandiera)                         | GA    | Giōrgos Sigalas (C)   | 1970 | 200 cm | 102 kg |  |
| 6  | Stati Uniti (bandiera)                    | AP    | Willie Anderson       | 1967 | 201 cm | 86 kg  |  |
| 6  | Stati Uniti (bandiera)                    | A     | Evric Gray            | 1969 | 201 cm | 104 kg |  |
| 7  | Grecia (bandiera)                         | AP    | Dīmītrīs Papanikolaou | 1977 | 201 cm | 102 kg |  |
| 8  | Grecia (bandiera)                         | AG    | Nasos Galakteros      | 1969 | 202 cm | 100 kg |  |
| 9  | Croazia (bandiera) · Grecia (bandiera)    | AP    | Franko Nakić          | 1972 | 201 cm | 90 kg  |  |
| 10 | Grecia (bandiera)                         | C     | Panagiōtīs Fasoulas   | 1963 | 213 cm | 109 kg |  |
| 11 | Jugoslavia (bandiera) · Grecia (bandiera) | P     | Milan Tomić           | 1973 | 190 cm | 86 kg  |  |
| 12 | Jugoslavia (bandiera) · Grecia (bandiera) | C     | Dragan Tarlać         | 1973 | 211 cm | 122 kg |  |
| 13 | Germania (bandiera)                       | C     | Christian Welp        | 1964 | 213 cm | 111 kg |  |
| 14 | Russia (bandiera) · Grecia (bandiera)     | C     | Anatolij Zourpenko    | 1975 | 212 cm | 109 kg |  |
| 14 | Russia (bandiera) · Grecia (bandiera)     | C     | Aleksej Savrasenko    | 1979 | 215 cm | 115 kg |  |
| 15 | Stati Uniti (bandiera)                    | P     | David Rivers          | 1965 | 183 cm | 77 kg  |  |
|    | Grecia (bandiera)                         | AG    | Vasilīs Soulīs        | 1976 | 207 cm |        |  |

| Allenatore                                                     |
| - Dušan Ivković                                                |
| Assistente/i                                                   |
| - Nessuno Legenda - (C) Capitano - (IN) Inattivo - Infortunato |

## Mercato

### Sessione estiva
| Acquisti | Acquisti        | Acquisti         | Acquisti   | Acquisti |
| R.       | Nome            | da               | Modalità   |          |
| -------- | --------------- | ---------------- | ---------- | -------- |
| AP       | Willie Anderson | N.Y. Knicks      | definitivo |          |
| C        | Christian Welp  | Bayer Leverkusen | definitivo |          |

| Cessioni | Cessioni          | Cessioni        | Cessioni       | Cessioni |
| R.       | Nome              | a               | Modalità       |          |
| -------- | ----------------- | --------------- | -------------- | -------- |
| C        | Giōrgos Papadakos | Peir. Syndesmos | fine contratto |          |
| AP       | Walter Berry      | Aris Salonicco  | fine contratto |          |

### Dopo l'inizio della stagione
| Acquisti | Acquisti   | Acquisti  | Acquisti     | Acquisti   |
| R.       | Nome       | da        | Data         | Modalità   |
| -------- | ---------- | --------- | ------------ | ---------- |
| A        | Evric Gray | N.J. Nets | gennaio 1997 | definitivo |

| Cessioni | Cessioni        | Cessioni   | Cessioni      | Cessioni    |
| R.       | Nome            | a          | Data          | Modalità    |
| -------- | --------------- | ---------- | ------------- | ----------- |
| AP       | Willie Anderson | Miami Heat | dicembre 1996 | rescissione |
| A        | Evric Gray      | Free agent | aprile 1997   | rescissione |